# Florigen
Florigen kallas signalen som initierar vissa blommor och träd att blomma. Trots nästan sjuttio års forskning är man än idag inte säker på vad florigen består av eller hur det fungerar. Florigen har varit ett av växtfysiologins största mysterier, men under 2000-talet har flera stora genombrott gjorts. 

## Historia
Termen florigen myntades 1937 av forskaren Mikhail Chailakhyan.